# Éric Di Meco
Éric Di Meco (Avignone, 7 settembre 1963) è un politico ed ex calciatore francese, di ruolo difensore, membro della giunta comunale a Marsiglia nelle file dell'UMP.

## Carriera
Di origine abruzzese (il padre è di  Lanciano), ha debuttato in Division 1 nel 1981-1982 con la maglia dell'Olympique Marsiglia, giocando cinque campionati. Successivamente militò nel Nancy (1986-1987) e nel Martigues (1987-1988).
Nel 1988 torna all'OM, con cui vince quattro scudetti consecutivi nel periodo 1988-1992, una Coppa di Francia (1989) e una Champions League (1993).
Al termine del campionato 1993-1994, in cui l'OM viene retrocesso in Division 2 per illecito sportivo, Di Meco si trasferisce al Monaco, con cui vince lo scudetto nel 1997, prima di chiudere la carriera nel 1998.
In Nazionale ha disputato 23 partite tra il 1989 e il 1996, partecipando al campionato d'Europa 1996 in Inghilterra.

## Palmarès

### Club

#### Competizioni nazionali
- Campionato francese: 5

Olympique Marsiglia: 1988-1989, 1989-1990, 1990-1991, 1991-1992
Monaco: 1996-1997
- Campionato francese: 1 (revocato)

Olympique Marsiglia: 1992-1993
- Coppa di Francia: 1

Olympique Marsiglia: 1988-1989
- Supercoppa francese: 1

Monaco: 1997

#### Competizioni internazionali
- UEFA Champions League: 1

Olympique Marsiglia: 1992-1993